# Обсерватория Римского колледжа
Обсерватория Римского колледжа — астрономическая обсерватория, основанная в 1787 году в Римском колледже, Рим, Италия. Принадлежала Иезуитам.

## Руководители обсерватории
- 1787—1824 — Giuseppe Calandrelli[итал.], основатель обсерватории
- 1824—1838 — P. Etienne Dumouchel
- 1838—1848 — Francesco de Vico[англ.]
- 1850—1878 — Анджело Секки
- 1879—1902 — Pietro Tacchini[англ.]
- 1902—1919 — Элиа Миллосевич, c 1897 года — заместитель директора

## История обсерватории
Обсерватория была основана Giuseppe Calandrelli в 1787 году в башне специально постороенной для этого. В начале руководства Секки (1851 год) был произведён переезд обсерватории в новое место. С этого же времени на обсерватории начинаются систематические наблюдения астероидов. После окончания работы обсерватории большинство инструментов были переданы в обсерваторию Монте Марио.

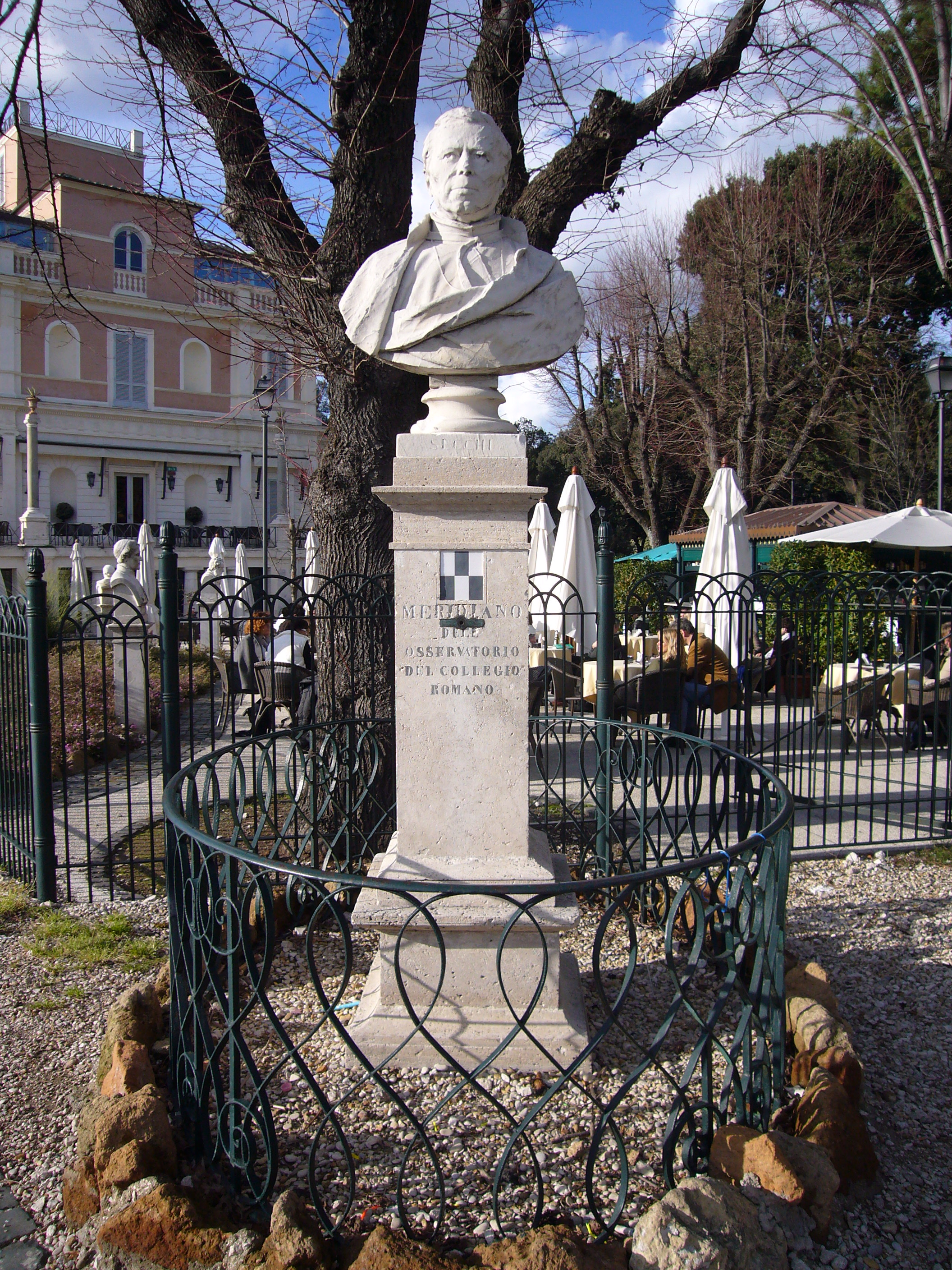
Мира для определения меридиана, установленная на холме Пинчо с бюстом Анджело Секки

## Инструменты обсерватории
- Экваториальный рефрактор Мерца (D = 24-см, F = 4.35-м) — основной инструмент обсерватории[2]
- Меридианный эклиптический круг Эртель (Ertel)
- Телескоп Cauchoix
- Медиан Terrazzo

## Отделы обсерватории
- Метеорологический отдел

## Направления исследований
- Двойные звезды
- Наблюдения Солнца (солнечные пятна, протуберанцы)
- Наблюдения и открытия комет
- Наблюдения Марса
- Астрометрия астероидов
- Открытие астероидов
- Метеорологические наблюдения
- Электрические явления
- Магнетизм
- Служба времени
- Спектроскопия

## Основные достижения
- Открыто 2 астероида: (303) Жозефина и (306) Юнитас
- 763 астрометрических измерений опубликовано с 1851 по 1919 года[3]
- Открытие множества комет де Вико и Секки